# Roxanne McKee
Roxanne McKee, née le 10 août 1980 au Canada, est une actrice britannique connue pour ses apparitions dans des séries télévisées.

## Filmographie
- 2005-2008 : Hollyoaks (76 épisodes) : Louise Summer
- 2010 : F (en) : Nicky
- 2010 : E20 (en) : Pippa
- 2010 : Lip Service (4 épisodes) : Lou Foster[1]
- 2011-2012 : Game of Thrones (6 épisodes) : Doreah (servante de Daenerys Targaryen)
- 2012 : Inspecteur Lewis : Briony Keagan
- 2012 : Détour mortel 5 (Wrong Turn 5: Bloodlines) : Lita
- 2013 : Vendetta (en) : Morgan
- 2014 : Alt (téléfilm) : Suzy
- 2014 : Le Sang des Templiers 2 : La Rivière de sang (Ironclad: Battle for Blood) : Blanche de Vesci
- 2014 : La légende d'Hercule (The Legend of Hercules) : Reine Alcmène
- 2014-2015 : Dominion : Claire Riesen
- 2016 : Samantha: de retour du front (téléfilm)
- 2017-... : Strike Back
- 2019 :Inside Man: Most Wanted
- 2019-2020 : Pandora :Eve
- 2020 : Une américaine à Paris (téléfilm)
- 2020 : Noël au palais royal
- 2023 : The Admirer
- 2024 : The Experiment
- 2024 : Bad Day at the Office
- 2024 : The Run
- 2025 :  Bambi: The Reckoning